# Stow cum Quy
Stow cum Quy är en ort och civil parish i Storbritannien.   Den ligger i distriktet South Cambridgeshire i grevskapet Cambridgeshire i riksdelen England, i den sydöstra delen av landet, 80 km norr om huvudstaden London. Stow cum Quy ligger 12 meter över havet och antalet invånare är 426.
Terrängen runt Stow cum Quy är platt. Runt Stow cum Quy är det ganska tätbefolkat, med 149 invånare per kvadratkilometer. Närmaste större samhälle är Cambridge, 7,8 km väster om Stow cum Quy. Trakten runt Stow cum Quy består till största delen av jordbruksmark.